# 兰斯·霍华德
兰斯·霍华德（英語：Rance Howard，1928年11月17日—2017年11月25日），美国电视电影演员，导演朗·霍华德和演员克林特·霍华德的父亲，演员布莱斯·达拉斯·霍华德和佩奇·霍华德的爷爷。兰斯出演的电影有《铁窗喋血》（1967）、《唐人街》（1974）、《美人鱼》（1984）、《艾德·伍德》（1994）、《阿波罗13号》（1995）、《独立日》（1996）、《美丽心灵》（2001）、《铁拳男人》（2005）、《福斯特对话尼克松》（2008）、《内布拉斯加》（2013）和《最大的玫瑰》（2016）。1981年凭借电视电影《时间水晶》获得黄金时段艾美奖杰出儿童节目奖。

## 生平
霍华德生于美国俄克拉荷马州邓肯市，是农场主埃赛尔·克莱奥（Ethel Cleo，娘家姓汤姆林）和恩格尔·贝肯霍尔特（Engel Beckenholdt）的儿子。他当演员时，将名字改成“兰斯·霍华德”。他毕业于俄克拉荷马大学。
演员生涯起步于1948年，当时他纽约参加试镜，最终在一家儿童旅游公司找到工作。1950年和亨利·方达在戏剧《罗伯特先生》中饰演旅游公司职业林德斯通（Lindstrom）一角，使得他在全国的电视电影圈子出名。
长子朗和次子兰斯2岁时，他参演电影处女作、1956年西部片《前线女性》。之后，他在1956年到1957年间三次亮相电视剧处女作《卡夫电视剧场》。20世纪60年初，朗出演电视剧《安迪·格里菲斯秀》奥佩（Opie）一角后，兰斯五次客串该剧。霍华德最广为人知的电视剧作品，是克林特出演的电视剧《我的朋友本》，当中他出演和主角一家关系很好的乡下人亨利·布姆豪尔（Henry Boomhauer）。另一个知名电视角色是在《巴比伦五号》，当中他出演常驻角色、巴比伦五号船长约翰·谢里丹的父亲大卫·谢里丹（David Sheridan）。他还参演2000年电视短剧《让我疯狂》。他客串的电视角色还包括《荒野大镖客》、《伯南扎的牛仔》、《功夫》、《华生一家》、《CBS暑假特辑》1986年剧集《滥药情结》、《夜行天使》、《第七天堂》、《铁证悬案》、《天才魔女》，同时两次客串《宋飞传》。在《华生一家》中，霍华德曾在五集中麦克尤尔博士（Dr. Mclver），朗参演其中一集。
霍华德参演的电影超过100部，包括1967年电影《铁窗喋血》、《欢乐音乐妙无穷》等。他还参演儿子朗的诸多作品，包括《美人鱼》、《魔茧》、《阿波罗13号》、《美丽心灵》、《铁拳男人》和《福斯特对话尼克松》。他还参演《红粉联盟》。2013年，他出演《内布拉斯加》。他经常出演牧师、郡警长或西方国家元帅，多次出演乔·丹特的电影。
他的最后一部作品在2017年9月完成，是职业生涯中最长的电影。他还参演迈克尔·沃思2018年公路剧情片，第一次扮演儿子克林特的父亲。
2017年11月25日，过完89岁生日第八天的清晨，他因感染西尼罗河病毒导致心力衰竭去世。

## 私生活
1949年，霍华德在加利福尼亚州伯班克迎娶演员珍·斯皮格尔·霍华德，两人相处到珍逝世的2000年9月。2001年，他迎娶朱迪·霍华德，朱迪后来于2017年1月在伯班克去世。他们的儿子是导演朗·霍华德和演员克林特·霍华德，其中朗在他服役于美国空军的第三年出生。他是演员布莱斯·达拉斯·霍华德和佩奇·霍华德的爷爷。